# Wijken en buurten in Hardenberg
De Nederlandse gemeente Hardenberg is voor statistische doeleinden onderverdeeld in wijken en buurten. De gemeente is verdeeld in de volgende statistische wijken:
- Wijk 00 Hardenberg (CBS-wijkcode:016000)
- Wijk 01 Buitengebied van Hardenberg West (CBS-wijkcode:016001)
- Wijk 02 Buitengebied Hardenberg Noord (CBS-wijkcode:016002)
- Wijk 03 Buitengebied van Hardenberg Oost (CBS-wijkcode:016003)
- Wijk 04 Zuidrand (CBS-wijkcode:016004)
- Wijk 05 Bergentheim (CBS-wijkcode:016005)
- Wijk 06 Lutten (CBS-wijkcode:016006)
- Wijk 07 Slagharen (CBS-wijkcode:016007)
- Wijk 08 Gramsbergen (CBS-wijkcode:016008)
- Wijk 09 De Krim (CBS-wijkcode:016009)
- Wijk 10 Ane (CBS-wijkcode:016010)
- Wijk 11 Dedemsvaart (CBS-wijkcode:016011)
- Wijk 12 Balkbrug (CBS-wijkcode:016012)

Een statistische wijk kan bestaan uit meerdere buurten. Onderstaande tabel geeft de buurtindeling met kentallen volgens het Centraal Bureau voor de Statistiek (2008):
| CBS-buurtcode | Buurtnaam                                         | Inwonertal | Opp. totaal (ha) | Opp. land (ha) | Ligging                |
| ------------- | ------------------------------------------------- | ---------- | ---------------- | -------------- | ---------------------- |
| BU01600000    | Centrum saneringsgebied                           | 920        | 27               | 25             | Locatie in de gemeente |
| BU01600001    | Overig Stad Hardenberg                            | 1920       | 91               | 88             | Locatie in de gemeente |
| BU01600002    | Industriegebied                                   | 200        | 232              | 221            | Locatie in de gemeente |
| BU01600003    | Norden en Hazenbos                                | 2180       | 194              | 188            | Locatie in de gemeente |
| BU01600004    | Heemse-Oost Heemsermars                           | 1370       | 107              | 101            | Locatie in de gemeente |
| BU01600005    | Heemse-West Heemserbos                            | 1300       | 158              | 158            | Locatie in de gemeente |
| BU01600006    | Baalder                                           | 3490       | 208              | 204            | Locatie in de gemeente |
| BU01600007    | Baalderveld                                       | 4580       | 179              | 171            | Locatie in de gemeente |
| BU01600008    | Marslanden en bedrijventerrein Haardijk           | 2000       | 193              | 192            | Locatie in de gemeente |
| BU01600107    | Brucht                                            | 300        | 603              | 589            | Locatie in de gemeente |
| BU01600108    | Rheeze                                            | 320        | 698              | 682            | Locatie in de gemeente |
| BU01600109    | Diffelen                                          | 140        | 879              | 864            | Locatie in de gemeente |
| BU01600207    | Collendoorn                                       | 360        | 899              | 884            | Locatie in de gemeente |
| BU01600208    | Heemserveen                                       | 300        | 780              | 780            | Locatie in de gemeente |
| BU01600209    | Rheezerveen                                       | 640        | 1267             | 1264           | Locatie in de gemeente |
| BU01600307    | Hoogenweg                                         | 420        | 565              | 557            | Locatie in de gemeente |
| BU01600308    | Venebrugge                                        | 120        | 328              | 328            | Locatie in de gemeente |
| BU01600309    | Radewijk                                          | 660        | 1372             | 1365           | Locatie in de gemeente |
| BU01600400    | Mariënberg Kern                                   | 670        | 31               | 31             | Locatie in de gemeente |
| BU01600401    | Sibculo Kern                                      | 860        | 43               | 43             | Locatie in de gemeente |
| BU01600402    | Kloosterhaar Kern                                 | 1120       | 66               | 66             | Locatie in de gemeente |
| BU01600407    | Verspreide huizen Kloosterhaar                    | 390        | 969              | 908            | Locatie in de gemeente |
| BU01600408    | Verspreide huizen Sibculo                         | 590        | 1204             | 1185           | Locatie in de gemeente |
| BU01600409    | Verspreide huizen Mariënberg                      | 160        | 218              | 214            | Locatie in de gemeente |
| BU01600500    | Bergentheim Kern                                  | 2320       | 101              | 98             | Locatie in de gemeente |
| BU01600501    | Bruchterveld Kern                                 | 420        | 24               | 24             | Locatie in de gemeente |
| BU01600507    | Verspreide huizen Bruchterveld                    | 730        | 1095             | 1092           | Locatie in de gemeente |
| BU01600508    | Verspreide huizen Bergentheimerveen en omgeving   | 560        | 1128             | 1116           | Locatie in de gemeente |
| BU01600509    | Verspreide huizen Oud-Bergentheim en omgeving     | 590        | 726              | 720            | Locatie in de gemeente |
| BU01600600    | Lutten Kern                                       | 840        | 32               | 32             | Locatie in de gemeente |
| BU01600607    | Verspreide huizen Lutten-West                     | 480        | 365              | 359            | Locatie in de gemeente |
| BU01600608    | Verspreide huizen Lutten-Oost                     | 280        | 64               | 64             | Locatie in de gemeente |
| BU01600609    | Verspreide huizen Oud-Lutten                      | 470        | 758              | 758            | Locatie in de gemeente |
| BU01600700    | Slagharen-Kern                                    | 2200       | 139              | 139            | Locatie in de gemeente |
| BU01600701    | Schuinesloot Kern                                 | 620        | 86               | 86             | Locatie in de gemeente |
| BU01600702    | De Belt                                           | 80         | 16               | 16             | Locatie in de gemeente |
| BU01600703    | De Krim                                           | 260        | 531              | 527            | Locatie in de gemeente |
| BU01600707    | Verspreide huizen Schuinesloot                    | 440        | 994              | 994            | Locatie in de gemeente |
| BU01600708    | Verspreide huizen Slagharen-Oost                  | 160        | 294              | 289            | Locatie in de gemeente |
| BU01600709    | Verspreide huizen Slagharen-West                  | 440        | 760              | 754            | Locatie in de gemeente |
| BU01600800    | Gramsbergen Kern                                  | 1360       | 287              | 268            | Locatie in de gemeente |
| BU01600801    | Gramsbergen uitbreidingsplan                      | 1640       | 46               | 46             | Locatie in de gemeente |
| BU01600807    | Verspreide huizen Den Velde                       | 210        | 478              | 476            | Locatie in de gemeente |
| BU01600808    | Verspreide huizen Holtheme-De Haandrik            | 180        | 675              | 658            | Locatie in de gemeente |
| BU01600809    | Verspreide huizen Loozen                          | 190        | 476              | 466            | Locatie in de gemeente |
| BU01600900    | De Krim-Streekdorp                                | 600        | 99               | 94             | Locatie in de gemeente |
| BU01600901    | De Krim-Zuid                                      | 1100       | 97               | 97             | Locatie in de gemeente |
| BU01600908    | Verspreide huizen De Krim                         | 240        | 558              | 531            | Locatie in de gemeente |
| BU01600909    | Verspreide huizen Nieuwlande                      | 80         | 624              | 624            | Locatie in de gemeente |
| BU01601000    | Ane Dorp                                          | 120        | 22               | 22             | Locatie in de gemeente |
| BU01601006    | Verspreide huizen Anevelde                        | 50         | 239              | 234            | Locatie in de gemeente |
| BU01601007    | Verspreide huizen Holthone                        | 70         | 912              | 900            | Locatie in de gemeente |
| BU01601008    | Verspreide huizen Anerveen                        | 160        | 533              | 497            | Locatie in de gemeente |
| BU01601009    | Verspreide huizen Ane                             | 420        | 832              | 830            | Locatie in de gemeente |
| BU01601100    | Dedemsvaart-Noord                                 | 4660       | 238              | 227            | Locatie in de gemeente |
| BU01601101    | Dedemsvaart-Zuidwest                              | 3510       | 128              | 127            | Locatie in de gemeente |
| BU01601102    | Dedemsvaart Zuidoost                              | 1760       | 88               | 77             | Locatie in de gemeente |
| BU01601103    | Rheezerzand                                       | 540        | 182              | 176            | Locatie in de gemeente |
| BU01601104    | Industriegebied Rollepaal                         | 210        | 114              | 114            | Locatie in de gemeente |
| BU01601105    | Verspreide huizen Colenbranderbos                 | 110        | 572              | 572            | Locatie in de gemeente |
| BU01601106    | Verspreide huizen Dedemsvaart                     | 470        | 1070             | 1064           | Locatie in de gemeente |
| BU01601107    | Verspreide huizen Beute en Ommerkanaal            | 550        | 610              | 603            | Locatie in de gemeente |
| BU01601108    | Verspreide huizen Sponturfwijk en Reestgebied     | 230        | 501              | 496            | Locatie in de gemeente |
| BU01601109    | Verspreide huizen De Kolonie                      | 120        | 374              | 374            | Locatie in de gemeente |
| BU01601200    | Balkbrug-Zuidwest                                 | 940        | 115              | 114            | Locatie in de gemeente |
| BU01601201    | Balkbrug-Noord                                    | 480        | 101              | 99             | Locatie in de gemeente |
| BU01601202    | Balkbrug-Zuidoost                                 | 1000       | 122              | 121            | Locatie in de gemeente |
| BU01601203    | Balkbrug Benedenvaart                             | 310        | 257              | 257            | Locatie in de gemeente |
| BU01601208    | Verspreide huizen Reestgebied (gedeeltelijk)      | 460        | 1121             | 1120           | Locatie in de gemeente |
| BU01601209    | Verspreide huizen Westerhuizingerveld en omgeving | 570        | 1833             | 1832           | Locatie in de gemeente |